# 1951-es argentin labdarúgó-bajnokság (első osztály)
Az 1951-es Primera División volt a 60. alkalommal megrendezett, legmagasabb szintű labdarúgó-bajnokság Argentínában.
A címvédő a Racing Club volt. A tornát újra a Racing Club csapata nyerte meg, a bajnokság történetében tizenkettedjére.
A bajnokság 1951. április 15-én kezdődött és december 5-én ért véget.

## Tabella
| Hely. | Csapat                      | M  | Gy | D  | V  | G+ | G– | Gk  | P  | Továbbjutás vagy kiesés |
| ----- | --------------------------- | -- | -- | -- | -- | -- | -- | --- | -- | ----------------------- |
| 1.    | Banfield                    | 32 | 17 | 10 | 5  | 63 | 33 | +30 | 44 | Rájátszás               |
| 2.    | Racing Club (B)             | 32 | 16 | 12 | 4  | 60 | 37 | +23 | 44 | Rájátszás               |
| 3.    | River Plate                 | 32 | 16 | 11 | 5  | 69 | 42 | +27 | 43 |                         |
| 4.    | Independiente               | 32 | 16 | 7  | 9  | 74 | 51 | +23 | 39 |                         |
| 5.    | Lanús (F)                   | 32 | 14 | 9  | 9  | 62 | 49 | +13 | 37 |                         |
| 6.    | Boca Juniors                | 32 | 11 | 13 | 8  | 46 | 38 | +8  | 35 |                         |
| 7.    | San Lorenzo                 | 32 | 13 | 9  | 10 | 46 | 41 | +5  | 35 |                         |
| 8.    | Chacarita Juniors           | 32 | 12 | 9  | 11 | 58 | 55 | +3  | 33 |                         |
| 9.    | Vélez Sarsfield             | 32 | 10 | 13 | 9  | 57 | 58 | −1  | 33 |                         |
| 10.   | Estudiantes (LP)            | 32 | 11 | 7  | 14 | 65 | 55 | +10 | 29 |                         |
| 11.   | Newell’s Old Boys           | 32 | 10 | 8  | 14 | 40 | 58 | −18 | 28 |                         |
| 12.   | Ferro Carril Oeste          | 32 | 8  | 11 | 13 | 50 | 55 | −5  | 27 |                         |
| 13.   | Platense                    | 32 | 9  | 7  | 16 | 51 | 64 | −13 | 25 |                         |
| 14.   | Huracán                     | 32 | 6  | 12 | 14 | 44 | 59 | −15 | 24 |                         |
| 15.   | Atlanta                     | 32 | 8  | 8  | 16 | 46 | 79 | −33 | 24 |                         |
| 16.   | Quilmes (K)                 | 32 | 7  | 9  | 16 | 52 | 79 | −27 | 23 | Kiesett                 |
| 17.   | Gimnasia y Esgrima (LP) (K) | 32 | 4  | 13 | 15 | 41 | 71 | −30 | 21 | Kiesett                 |

## Rájátszás

### 1. mérkőzés
| 1951. december 1. |

| Racing Club | 0–0 | Banfield |
| ----------- | --- | -------- |
|             |     |          |

| Estadio Gasómetro, Buenos Aires Játékvezető: Ernest Wilbraham |

### 2. mérkőzés
| 1951. december 5. |

| Banfield | 0–1 | Racing Club |
| -------- | --- | ----------- |
|          |     | Boyé 46'    |

| Estadio Gasómetro, Buenos Aires Nézőszám: 47 000 Játékvezető: Bentley Cross |

A Racing Club csapata nyerte meg a bajnokságot 1–0-ás összesítéssel.

## Góllövőlista
| # | Játékos           | Klub             | Gólok |
| - | ----------------- | ---------------- | ----- |
| 1 | Santiago Vernazza | River Plate      | 22    |
| 2 | Gustavo Albella   | Banfield         | 21    |
| 2 | José Florio       | Lanús            | 21    |
| 4 | Manuel Pelegrina  | Estudiantes (LP) | 19    |